# Șanț (Trotuș)
Il fiume Șanț  è un affluente del fiume Trotuș in Romania.